# Galeazzo Sommi Picenardi
Galeazzo Sommi Picenardi (Corte de' Frati, 2 agosto 1870 – Taranto, 4 agosto 1916) è stato un ufficiale italiano.

Stemma Sommi Picenardi

Capitano di vascello di lungo corso in servizio attivo Stato Maggiore della Regia Marina, era il comandante della Regia nave da battaglia Leonardo da Vinci, quando andò perduta per un atto di sabotaggio nemico il 2 agosto 1916.

## Biografia
Nacque a Corte de' Frati (Cremona), il 2 agosto 1870, figlio del marchese Guido e di Giulia Manna Roncadelli. Si arruolò nella Regia Marina presso la capitaneria di porto di Venezia, frequentando successivamente l'Accademia Navale di Livorno. Promosso capitano di corvetta, l'11 maggio 1908 al comando dell'incrociatore-torpediniere Partenope, prese parte ai primi esperimenti di radiotelefonia con apparati ideati e messi a punto dal fisico statunitense Lee De Forest tenutisi presso la rada della Spezia. Tali esperimenti videro la partecipazione della nave scuola torpedinieri Castelfidardo (comandante, capitano di vascello Alfredo Lucifero) alla fonda in rada, della ex nave ausiliaria Eridano (radiata), alla fonda diradata nella darsena del Varignano e l'incrociatore torpediniere Partenope (comandante, capitano di corvetta Galeazzo Sommi Picenardi) in navigazione. Furono stabilite e mantenute comunicazioni radiotelegrafiche tra la Eridano e il Partenope in navigazione verso Genova fino alla distanza di poco meno di 19 miglia. Successivamente vennero stabiliti collegamenti fra le tre navi alla fonda.
Tra il 13 aprile 1909 e il 6 novembre 1911 l'incrociatore protetto Calabria effettuò il giro del mondo, dapprima al comando del capitano di vascello Mario Casanova, sostituito poi da lui. Il viaggio avvenne verso occidente, via Palermo-Orano-Funchal-porti delle Antille- Rio de Janeiro-Santos-Montevideo-Buenos Aires-Punta Arenas-porti sudamericani-costa del Pacifico-Panama-San Francisco-Honolulu-porti del Giappone-porti della Cina-Corea-Siberia-Singapore- Sabag-Massaua.

### La guerra italo-turca
La nave rimase nel Mar Rosso per l'inizio della guerra italo-turca, ed il 19 ottobre 1911 entrò in azione bombardando un accampamento militare nei pressi di Aqaba, azione ripetuta in giorno 29 contro la batteria costiera di Punta Warner, posizionata sull'isola di Perim, che dominava lo strategico stretto di Bab el-Mandeb.
Il 1 gennaio 1912, su ordine del nuovo comandante superiore in Mar Rosso, il capitano di vascello Giovanni Cerrina Feroni, il Calabria bombardava le batterie costiere di Djabana. Il 7 gennaio una formazione navale italiana, tra cui il Calabria, lasciò Massaua dividendosi in due distinti gruppi con lo scopo di intercettare una flottiglia di cannoniere turche segnalate nel canale tra Gedda e Cunfida. Al termine delle operazioni in Mar Rosso la nave rientrò a Venezia nell'aprile 1912.
Tra il 1913 e il 1915 fu al comando dell'incrociatore corazzato Marco Polo, con cui, partendo da Taranto eseguì una campagna di istruzione in Estremo Oriente, soggiornando particolarmente in Cina.
Poco dopo il rientro in Patria fu designato a comandare la nuova corazzata monocalibra Leonardo da Vinci, che era stata consegnata alla Regia Marina il 17 maggio 1914. Dopo avere ricevuto la Bandiera di Combattimento il 7 giugno dello stesso anno da parte della Società "Leonardo da Vinci" di Firenze, la nave fu dislocata al La Spezia dove entrò a fare parte della 1ª Divisione navi da battaglia, costituita dalle altre corazzate monocalibro della stessa classe. Nell'imminenza dell'entrata in guerra contro l'Austria-Ungheria, la 1ª Squadra, agli ordini del viceammiraglio Emanuele Cutinelli Rendina, fu trasferita a Taranto.

### La perdita dellaLeonardo da Vinci
Il 2 agosto 1916 la 1ª Squadra da battaglia, al comando del viceammiraglio Cutinelli Rendina, era all'ancora nel Mar Piccolo di Taranto, in una notte afosa e senza luna. La Squadra navale era composta dalla nave ammiraglia Conte di Cavour, e dalle corazzate Andrea Doria, Giulio Cesare, Duilio, Leonardo da Vinci e Dante Alighieri. Mancavano pochi minuti alle 23 quando la Leonardo da Vinci fu scossa da un rumore sordo che saliva dal fondo della nave. Lo scafo tremò per un istante e poi ritornò il silenzio. Immediatamente accorso egli notò un filo di fumo rossastro che usciva dai boccaporti segno evidente che era coinvolta la "santabarbara". Proprio quel giorno era stato imbarcato il munizionamento dei cannoni da 305/46 mm da usarsi in un'esercitazione a fuoco, prevista per il giorno successivo. Tale fatto fece temere il pericolo di una imminente e devastante esplosione del deposito munizioni poppiero. Ordinò subito l'allagamento dei depositi di munizioni poppieri, e il raffreddamento delle paratie e dei ponti adiacenti, ma purtroppo il denso fumo che avviluppava la nave unito ad una violenta fiammata fuoriuscita tra le due torri da 305/46 costrinse i marinai ad allontanarsi. Dato immediatamente l'allarme, molti marinai salirono in coperta, mentre i bagliori dell'incendio in via di propagazione sotto coperta iniziarono ad avvolgere tutta la nave. Le esplosioni soffocate e distanti si fecero potenti e ravvicinate, mentre diversi marinai furono inghiottiti dagli squarci apertisi sui ponti o vennero risucchiati in acqua. Le piastre corazzate del ponte si schiodarono mentre una fiammata risaliva dal montacarichi delle munizioni con incredibile pressione. Alle 23:22 avvenne una prima terribile l'esplosione, con fiamme altissime che illuminarono la notte. Alle 23:40 un'esplosione più forte delle altre spezzò la carena della nave, sollevò dal loro alloggiamento le due torri poppiere da 305/46 e fece capovolgere la corazzata in soli cinque minuti.

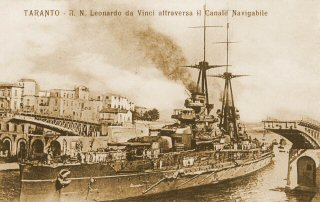
La nave da battaglia Leonardo da Vinci in entrata nella rada di Taranto attraverso il canale navigabile.

Nell'affondamento della nave persero la vita 203 uomini, 21 ufficiali, 41 sottufficiali e 141 uomini dell'equipaggio tra cui il sottotenente di vascello di complemento CREM Luigi Delle Piane (classe 1890, nato a Camogli), il capitano di fregata Giulio Ferrero (Napoli) e il guardiamarina Giovanni Elti di Rodeano. Il comandante Picenardi, prodigatosi nell'assistenza ai naufraghi subito dopo le prime esplosioni, morì due giorni dopo per le ustioni riportate al corpo e al volto. Con Decreto Luogotenenziale del 27 gennaio 1918 gli fu conferita la Medaglia d'oro al valor di marina. È da ricordare che durante la prima guerra mondiale sua moglie, la marchesa Gisa Fabbricotti, fu sospettata e perciò tenuta sotto osservazione dall'Ufficio Riservato del Ministero dell'Interno di spionaggio a favore del nemico, senza che fosse mai emersa la benché minima prova a sostegno del fatto.

### La batteria costiera "Galeazzo Sommi Picenardi"
Tra la fine degli anni venti e i primi anni trenta, su progetto di Marigenimil La Spezia, fu costruita sul promontorio di Punta Falcone di Piombino la batteria "il Falcone" dotata di quattro pezzi da 152/45 mm, più tardi ribattezzata, in suo onore "Regia Batteria Galeazzo Sommi Picenardi". Il Gruppo di Cremona dell'Associazione Nazionale Marinai d'Italia è attualmente intitolata a "Comandante M.O. Galeazzo Sommi Picenardi - STV Pilota Giovanni Battista Rossetti".

### Annotazioni
1. ↑  La batteria, armata con due pezzi Krupp da 149 mm, fu rapidamente distrutta da una distanza di 5 000 m, dal tiro congiunto dei pezzi da 152 e 120 mm che costituivano l'armamento della nave.
2. ↑  Si trattava di otto unità al comando del commodoro Hamid Bey.
3. ↑  In realtà l'ultima operazione navale avvenne tra il 26 e il 27 luglio 1912 a sostegno della rivolta nello Yemen.
4. ↑  Che manteneva anche il Comando della 1ª Divisione.
5. ↑  La cui nave di bandiera era la corazzata Conte di Cavour, appartenente alla 1ª Divisione.
6. ↑  Il munizionamento era suddiviso nella cariche di lancio in balistite e nei i proiettili.
7. ↑  Secondo il libro di Hans Sokol le vittime furono: 21 ufficiali e 182 uomini dell'equipaggio.
8. ↑  Giovanni Elti-Biaggini conte di Rodeano, nacque a Venezia il 2 maggio 1897 figlio di Cornelio e della contessa Clotilde Biaggini-Ivancich residenti a San Michele. Cadetto della Regia Marina frequentò l'Istituto Navale Morosini da cui uscì con il grado di guardiamarina in servizio permanente effettivo nel 1916. Venne subito imbarcato sulla nave da battaglia Leonardo Da Vinci col compito di ufficiale di Stato maggiore del comandante dell'unità, capitano di vascello Sommi Picenardi. Risulta disperso in mare il giorno 4 agosto 1916, in quanto nei momenti immediatamente successivi all'esplosione della "santabarbara" si prodigò coraggiosamente per aiutare i marinai feriti intrappolati tra le lamiere, venendo poi risucchiato dai vortici apertisi tra gli squarci della nave che stava rapidamente affondando.  Per questo fatto fu decorato con la Medaglia d'argento al valor militare alla memoria.
9. ↑  Sposata nel 1914, la coppia non ebbe figli.
10. ↑  Così come molte altre personalità dell'epoca.
11. ↑  Sia prima e dopo la dichiarazione di guerra.
12. ↑  Il Sottotenente di vascello pilota Giovanni Battista Rossetti era nato a Cremona il 29 aprile 1899, e dopo aver frequentato l'Accademia Navale di Livorno tra il 1914 e il 1919, era deceduto nel Mare di Leros (Grecia) il 29 marzo 1924 nel corso di attività operativa con idrovolante dell'Aviazione della Regia Marina.

### Fonti
1. ↑  Marcianò 2006, p. 39.
2. 1 2 3 4  Da Frè 2011, p. 93.
3. ↑  Halpern 2009, p. 493.
4. 1 2  Halpern 2009, p. 508.
5. 1 2  E. Ferrante, La Grande Guerra in Adriatico nel LXX anniversario della Vittoria, Ufficio Storico della M.M., Roma, 1987.
6. 1 2 3 4 5 6  Halsey 2009, p. 312.
7. 1 2 3  Vento 2010, p. 132.
8. ↑  Gazzetta Ufficiale del Regno d'Italia N. 275 del 23 novembre 1916.